# Пролетарське (Магаданська область)
Пролетарське (рос. Пролетарский) — селище в Ягоднинському районі Магаданської області.
Населення — 2 особи (2010).

## Географія
Географічні координати: 62°36' пн. ш. 150°17' сх. д. Часовий пояс — UTC+10.
Відстань до районного центру, селища Ягодне, становить 50 км, а до обласного центру — 573 км. Через селище протікає річка Малий Ат-Юрях.

## Населення
За даними перепису населення 2010 року на території селища проживало 2 особи. Частка чоловіків у населенні складала 100% або 2 особи.

## Економіка
У Пролетарському діє артіль старателів «Кривбас», створена українцем Сергієм Базавлуцьким у 1993 році.